# 樋ノ入
樋ノ入（どのいり）は、新潟県新潟市北区の町字。郵便番号は950-3307。

## 概要
1889年（明治22年）から現在の大字。新発田川下流左岸に位置する。もとは江戸時代から1889年（明治22年）まであった樋ノ入村の区域の一部で、地名は、用水路の取り口に由来する。

### 隣接する町字
北から東回り順に、以下の町字と隣接する。
- 木崎
- 北陽
- 木崎
- 濁川

※新発田川を挟んで新崎、下大谷内と隣接。

## 歴史
正徳年間以前に10軒足らずの家があったと伝えられる。内島見興野の枝郷で、1533年（天文2年）に検地を受けた。宝暦年間に一度分村したが、再び内島見興野の枝郷となり、1804年（文化元年）に正式に分村した。

### 年表
- 1889年（明治22年）4月1日 : 合併により島崎村の大字となる。
- 1906年（明治39年）4月1日 : 合併により木崎村の大字となる。
- 1955年（昭和30年）3月31日 : 合併により豊栄町の大字となる。
- 1970年（昭和45年）11月1日 : 豊栄町が市制を施行し、豊栄市の大字となる。
- 2005年（平成17年）3月21日 : 合併により新潟市の大字となる。
- 2007年（平成19年）4月1日 : 新潟市の政令指定都市移行により、北区の大字となる。

## 世帯数と人口
2018年（平成30年）1月31日現在の世帯数と人口は以下の通りである。
| 大字   | 世帯数 | 人口  |
| ------ | ------ | ----- |
| 樋ノ入 | 82世帯 | 270人 |

## 小・中学校の学区
市立小・中学校に通う場合、学区は以下の通りとなる。
| 番地 | 小学校             | 中学校             |
| ---- | ------------------ | ------------------ |
| 全域 | 新潟市立木崎小学校 | 新潟市立木崎中学校 |

## 交通
- 国道7号（新新バイパス）